# Kuthalam
Kuthalam là một thị xã panchayat của quận Nagapattinam thuộc bang Tamil Nadu, Ấn Độ.

## Nhân khẩu
Theo điều tra dân số năm 2001 của Ấn Độ, Kuthalam có dân số 13.434 người. Phái nam chiếm 50% tổng số dân và phái nữ chiếm 50%. Kuthalam có tỷ lệ 73% biết đọc biết viết, cao hơn tỷ lệ trung bình toàn quốc là 59,5%: tỷ lệ cho phái nam là 82%, và tỷ lệ cho phái nữ là 64%. Tại Kuthalam, 11% dân số nhỏ hơn 6 tuổi.